# Domingos Fernandes (jesuíta)
Domingos Fernandes S.J. foi um irmão jesuíta português atuante na Índia portuguesa no final do século XVI.
Fernandes partiu de Lisboa a Goa a 24 de Março de 1578, onde passou a formar parte do contingente de missionários jesuítas atuantes no Estado da Índia. A partir de 1586 foi o primeiro mestre responsável pelas obras da Casa Professa (residência) dos jesuítas de Goa, projetada pelo Padre Alexandre Valignano. Nesta empreitada, irmão Fernandes dirigiu o também jesuíta Luis Castanho, goês responsável pela direcção dos trabalhadores, e Diogo Ferrão, responsável pela pedreira de onde era extraído o material de construção. Também o engenheiro goês Júlio Simão, chegado a Goa em 1596, foi parte da equipe que levantou a Casa Professa.
Numa carta datada de 1597, o Padre Nicolau Pimenta, visitador das obras, informa que a fachada da Igreja do Bom Jesus, anexa à Casa Professa, seguiria o plano do "irmão mestre de obras", o que dá a entender que o irmão Domingos Fernandes foi o responsável desta parte do templo. De fato, uma relação do ano de 1594 qualifica irmão Fernandes como "traçador", ou seja, projetista ou desenhista.